# Robert Fuchs (wioślarz)
Robert Fuchs (ur. 12 czerwca 1991 w Gdańsku) – polski wioślarz, brązowy medalista mistrzostw świata (2014), olimpijczyk  Rio de Janeiro (2016).

## Kariera sportowa
Był zawodnikiem AZS UMK Energa Toruń. Jego największymi sukcesami w karierze były brązowe medale młodzieżowych mistrzostw świata (2013) i mistrzostw świata seniorów (2014) w ósemce.